# Weingart Stadium

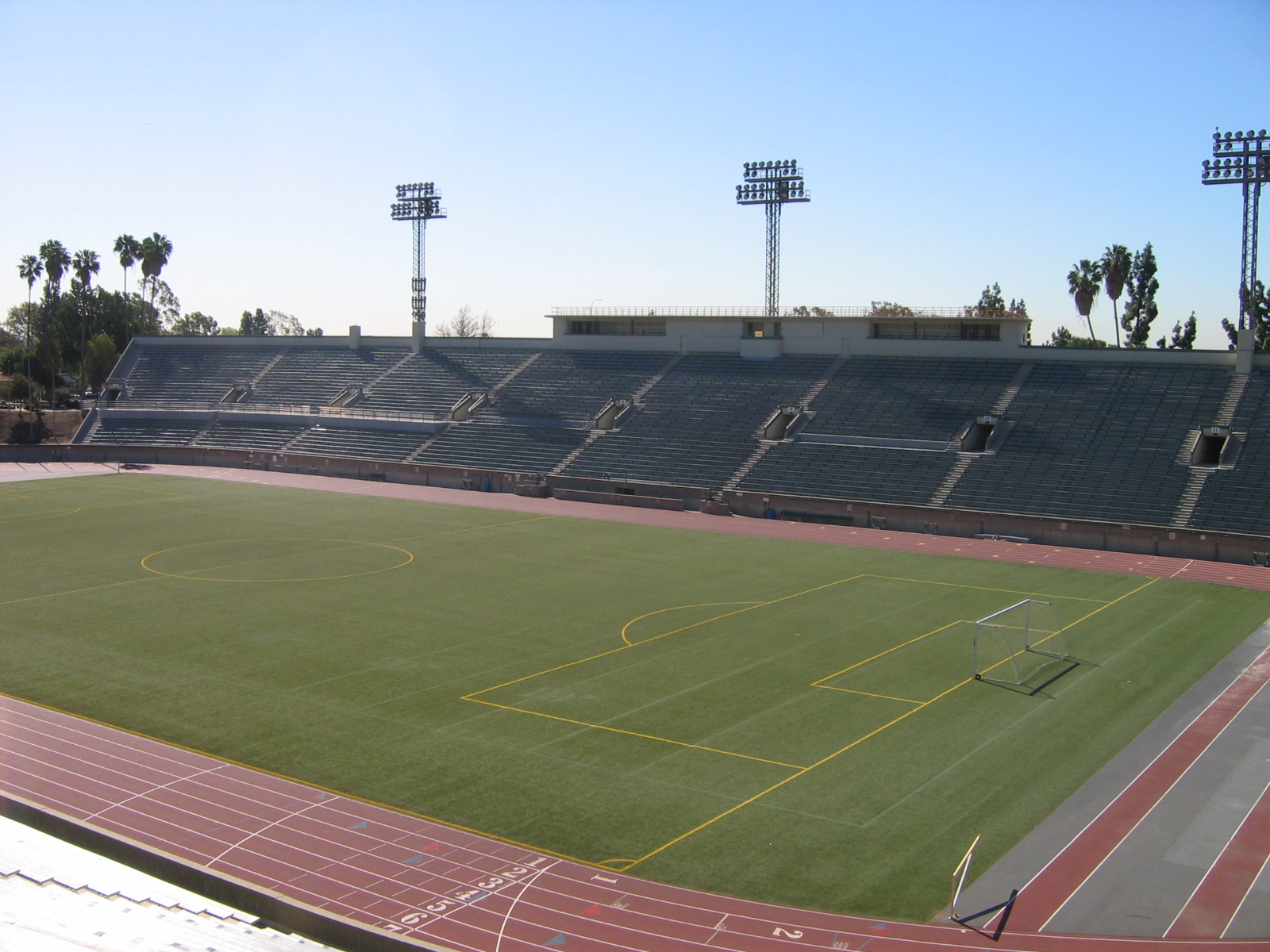
Das Weingart Stadium in Monterey Park

Das Weingart Stadium  (ehemals ELAC Stadium) ist ein Stadion auf dem Gelände des East Los Angeles College in Monterey Park. Es wurde 1951 eröffnet und war eine Sportstätte der Olympischen Sommerspiele 1984. 

## Geschichte
Der Bau des ELAC Stadium, das 1951 eröffnet wurde, kostete 3,1 Millionen Dollar. Es bietet 20.365 Sitzplätze, neben denen es auch noch einige Stehplätze gibt. Im Stadion wurden Spiele im Fußball, Hockey und American Football ausgetragen. Anlässlich der Olympischen Sommerspiele 1984 wurde das Stadion renoviert. Im Anschluss an die Arbeiten wurde das ELAC Stadium in Weingart Stadium umbenannt. Während der 1984er-Spiele fanden die Begegnungen der Hockeyturniere im Weingart Stadium statt. Im Jahr 1990 trug die Hockey-Nationalmannschaft der Vereinigten Staaten zudem ein weiteres Länderspiel in diesem Stadion aus. Daneben fanden Leichtathletikwettbewerbe wie die Los Angeles Bezirksmeisterschaften statt.
Anfang der 1990er-Jahre spielte die Fußballmannschaft Los Angeles Salsa im Weingart Stadium ihre Heimspiele. Für den 1994 erschienenen Film Forrest Gump wurden in diesem Stadion die Szenen gedreht, die ein Football-Spiel im Stadion der University of Alabama zeigen. Derzeit finden im Weingart Stadium die Football-Spiele der Universitätsmannschaft statt. Zudem hält die Alhambra High School dort ihre Abschlusszeremonie ab.